# Boeing P-8 Poseidon
El Boeing P-8 Poseidon, antes conocido como Multimission Maritime Aircraft o MMA, es un avión militar desarrollado por Boeing Integrated Defense Systems a partir del Boeing 737-800 para la Armada de los Estados Unidos. Está proyectado para llevar a cabo misiones de guerra antisubmarina, interceptación de embarcaciones, y ofrecer inteligencia electrónica (ELINT). Esto involucra carga de torpedos, cargas de profundidad, misiles antibuque AGM-84 Harpoon, y otras armas. También está capacitado para lanzar y monitorizar sonoboyas. Está diseñado para operar en conjunto con el vehículo aéreo no tripulado Northrop Grumman MQ-4C Triton. 
La aeronave también ha sido ordenada por la Armada de la India como P-8I Neptuno, por la Real Fuerza Aérea Australiana, y por la Royal Navy.

## Variantes
P-8A
Variante de producción para la Armada de los Estados Unidos.
P-8I
Variante de exportación para la Marina india.
P-8 AGS
Variante de Vigilancia Terrestre Aerotransportada propuesta a la Fuerza Aérea de los Estados Unidos en 2010 como alternativa a las modernizaciones de la flota del Northrop Grumman E-8 Joint STARS. Su diseño añade un radar de barrido electrónico activo (AESA) montado en un contenedor en el fondo del fuselaje.

## Operadores
Australia
- Armada Real Australiana: 14 pedidos  para reemplazar a su flota de P-3C, con el primero en servicio en septiembre de 2016.[5]

 Corea del Sur
- Armada de la República de Corea: 6 pedidos.[6] A marzo de 2023 se ha entregado 1 P-8.[7]

 Estados Unidos
- Armada de los Estados Unidos: intención de adquirir 128 aparatos.[8] A marzo de 2023 se han entregado 125 P-8.[9][10][11]

 India
- Armada India: 8 pedidos,[12][13] otros 4 ordenados en julio de 2016. Los P-8I cuentan con electrónica basada en la de las últimas versiones modernizadas del P-3C Orion. Reemplazan a los Tu-142 de origen ruso. India sigue operando una pequeña flota de Il-38 modernizados con la suite rusa Sea Dragon que a medio plazo van a requerir su sustitución, por lo que lo lógico sería comprar más P-8.[14] A marzo de 2022 se han entregado 12 unidades.[15]

 Noruega
- Real Fuerza Aérea Noruega: 5 pedidos para reemplazar a su flota de P-3C.[16] A agosto de 2022 se han entregado 5 unidades.[17]

 Nueva Zelanda
- Real Fuerza Aérea de Nueva Zelanda: 4 pedidos.[18]

 Reino Unido
- Royal Navy: 9 pedidos tras la cancelación del programa Nimrod MRA.4. A marzo de 2022 se han entregado 9 unidades.[19]

## Especificaciones
Referencia datos: US Navy P-8A Fact File, Boeing

### Características generales
- Tripulación: Dos (de vuelo) y siete (de misión)
- Longitud: 39,5 m (129,5 ft)
- Envergadura: 37,6 m (123,5 ft)
- Altura: 12,8 m (42,1 ft)
- Peso vacío: 62 730 kg (138 256,9 lb)
- Peso máximo al despegue: 85 820 kg (189 147,3 lb)
- Planta motriz: 2× turbofán CFM International CFM56-7B.
  - Empuje normal: 121 kN (12 338 kgf; 27 202 lbf) de empuje cada uno.

### Rendimiento
- Velocidad máxima operativa (Vno): 907 km/h (564 MPH; 490 kt)
- Velocidad crucero (Vc): 815 km/h (506 MPH; 440 kt)
- Alcance: 7500 km (4050 nmi; 4660 mi) ; 4 h en estación (en misión de guerra antisubmarina)
- Alcance en ferry: 8300 km
- Techo de vuelo: 12 496 m (40 997 ft)

### Armamento
- Puntos de anclaje: 11 en total (6 pilones externos y bodega interna con 5 soportes) para cargar una combinación de:    
  - Misiles: SLAM-ER
  - Otros: Minas y torpedos

### Aviónica
- Sistema operativo basado en GNU/Linux[23]
- Radar multimisión de búsqueda en superficie Raytheon APY-10
- Equipo de SIGINT

## Aeronaves relacionadas

### Desarrollos relacionados
- Boeing 737
- Boeing 737 AEW&C
- C-40 Clipper

### Aeronaves similares
- P-3 Orion
- Breguet Atlantic
- Kawasaki P-1
- BAE Systems Nimrod MRA4
- Airbus A319 MPA

### Secuencias de designación
- Secuencia P-_ (Aviones de Patrulla estadounidenses, 1962-presente): ← P-4 - P-5 - P-7 - P-8 - P-9